# 新村镇 (阜南县)
新村镇，是中华人民共和国安徽省阜阳市阜南县下辖的一个乡镇级行政单位。

## 行政区划
新村镇下辖以下地区：
鑫建集村、杨湾村、郑寨村、新村、张楼村、鑫东村、梁寨村、于洼村、白郢村、天棚村和刘老村。